# Ptyas doriae
Ptyas doriae är en ormart som beskrevs av Boulenger 1888. Ptyas doriae ingår i släktet Ptyas och familjen snokar. Inga underarter finns listade i Catalogue of Life.
Arten förekommer i Kina i provinsen Yunnan, i Myanmar och i Indien i delstaten Assam. Honor lägger ägg.